# Antigua és Barbuda az 1992. évi nyári olimpiai játékokon
Antigua és Barbuda a spanyolországi Barcelonában megrendezett 1992. évi nyári olimpiai játékok egyik részt vevő nemzete volt. Az országot az olimpián 3 sportágban 13 sportoló képviselte, akik érmet nem szereztek.

## Atlétika
Férfi
| Versenyző       | Versenyszám | Előfutam | Előfutam | Előfutam | Negyeddöntő | Negyeddöntő | Negyeddöntő | Elődöntő | Elődöntő | Elődöntő | Döntő   | Döntő    |
| Versenyző       | Versenyszám | Idő      | Hely.    | Össz.    | Idő         | Hely.       | Össz.       | Idő      | Hely.    | Össz.    | Idő     | Helyezés |
| --------------- | ----------- | -------- | -------- | -------- | ----------- | ----------- | ----------- | -------- | -------- | -------- | ------- | -------- |
| Kenmore Hughes  | 200 m       | 22,18    | 7.       | 66.*     | kiesett     | kiesett     | kiesett     | kiesett  | kiesett  | kiesett  | kiesett | kiesett  |
| Kenmore Hughes  | 400 m       | 48,56    | 7.       | 56.      | kiesett     | kiesett     | kiesett     | kiesett  | kiesett  | kiesett  | kiesett | kiesett  |
| Dale Jones      | 800 m       | 1:50,43  | 5.       | 37.      |             |             |             | kiesett  | kiesett  | kiesett  | kiesett | kiesett  |
| Reuben Appleton | 1500 m      | 4:02,99  | 10.      | 44.      |             |             |             | kiesett  | kiesett  | kiesett  | kiesett | kiesett  |

Női
| Versenyző          | Versenyszám | Előfutam | Előfutam | Előfutam | Negyeddöntő | Negyeddöntő | Negyeddöntő | Elődöntő | Elődöntő | Elődöntő | Döntő   | Döntő    |
| Versenyző          | Versenyszám | Idő      | Hely.    | Össz.    | Idő         | Hely.       | Össz.       | Idő      | Hely.    | Össz.    | Idő     | Helyezés |
| ------------------ | ----------- | -------- | -------- | -------- | ----------- | ----------- | ----------- | -------- | -------- | -------- | ------- | -------- |
| Heather Samuel     | 100 m       | 11,76    | 5.       | 34.      | kiesett     | kiesett     | kiesett     | kiesett  | kiesett  | kiesett  | kiesett | kiesett  |
| Heather Samuel     | 200 m       | 24,09    | 4.       | 32.      | 24,12       | 8.          | 31.         | kiesett  | kiesett  | kiesett  | kiesett | kiesett  |
| Charmaine Gilgeous | 400 m       | 55,48    | 5.       | 35.      | kiesett     | kiesett     | kiesett     | kiesett  | kiesett  | kiesett  | kiesett | kiesett  |

* - egy másik versenyzővel azonos időt ért el

## Kerékpározás

### Országúti kerékpározás
Férfi
| Versenyző     | Versenyszám   | Idő           | Helyezés      |
| ------------- | ------------- | ------------- | ------------- |
| Neil Lloyd    | Mezőnyverseny | nem ért célba | nem ért célba |
| Robert Marsh  | Mezőnyverseny | nem ért célba | nem ért célba |
| Robert Peters | Mezőnyverseny | nem ért célba | nem ért célba |

### Pálya-kerékpározás
Üldözőversenyek
| Versenyző     | Versenyszám                | Selejtező | Selejtező | Negyeddöntő  | Negyeddöntő | Negyeddöntő | Elődöntő     | Elődöntő  | Elődöntő | Döntő        | Döntő     | Helyezés    |
| Versenyző     | Versenyszám                | Idő       | Hely.     | Ellenfél Idő | Saját idő   | Hely.       | Ellenfél Idő | Saját idő | Hely.    | Ellenfél Idő | Saját idő | Helyezés    |
| ------------- | -------------------------- | --------- | --------- | ------------ | ----------- | ----------- | ------------ | --------- | -------- | ------------ | --------- | ----------- |
| Robert Peters | Férfi egyéni üldözőverseny | lekörözve | lekörözve | kiesett      | kiesett     | kiesett     | kiesett      | kiesett   | kiesett  | kiesett      | kiesett   | helyezetlen |

Időfutam
| Versenyző  | Versenyszám           | Idő      | Helyezés |
| ---------- | --------------------- | -------- | -------- |
| Neil Lloyd | Férfi egyéni időfutam | 1:14,816 | 31.      |

Pontversenyek
| Versenyző  | Versenyszám       | Selejtező | Selejtező     | Selejtező     | Selejtező     | Döntő     | Döntő   | Helyezés |
| Versenyző  | Versenyszám       | Csoport   | lekörözés     | Pont          | Hely.         | lekörözés | Pont    | Helyezés |
| ---------- | ----------------- | --------- | ------------- | ------------- | ------------- | --------- | ------- | -------- |
| Neil Lloyd | Férfi pontverseny | A         | nem ért célba | nem ért célba | nem ért célba | kiesett   | kiesett | kiesett  |

## Vitorlázás
Férfi
| Versenyző           | Versenyszám     | Futam  | Futam | Futam | Futam  | Futam | Futam | Futam | Futam | Futam | Futam | Pontszám | Helyezés |
| Versenyző           | Versenyszám     | 1      | 2     | 3     | 4      | 5     | 6     | 7     | 8     | 9     | 10    | Pontszám | Helyezés |
| ------------------- | --------------- | ------ | ----- | ----- | ------ | ----- | ----- | ----- | ----- | ----- | ----- | -------- | -------- |
| Ty Brodie           | Szörfvitorlázás | 46,0   | 47,0  | 45,0  | (51,0) | 46,0  | 46,0  | 51,0  | 49,0  | 47,0  | 51,0  | 428,0    | 42.      |
| Stedroy Braithwaite | Finn dingi      | (34,0) | 31,0  | 29,0  | 30,0   | 33,0  | 34,0  | 30,0  |       |       |       | 187,0    | 27.      |

Női
| Versenyző    | Versenyszám | Futam | Futam  | Futam | Futam | Futam | Futam | Futam | Pontszám | Helyezés |
| Versenyző    | Versenyszám | 1     | 2      | 3     | 4     | 5     | 6     | 7     | Pontszám | Helyezés |
| ------------ | ----------- | ----- | ------ | ----- | ----- | ----- | ----- | ----- | -------- | -------- |
| Karen Portch | Europe      | 25,0  | (30,0) | 24,0  | 29,0  | 28,0  | 26,0  | 28,0  | 160,0    | 23.      |

Nyílt
| Versenyző                    | Versenyszám | Futam | Futam | Futam | Futam  | Futam | Futam | Futam | Pontszám | Helyezés |
| Versenyző                    | Versenyszám | 1     | 2     | 3     | 4      | 5     | 6     | 7     | Pontszám | Helyezés |
| ---------------------------- | ----------- | ----- | ----- | ----- | ------ | ----- | ----- | ----- | -------- | -------- |
| Carlo Falcone Paola Vittoria | Csillaghajó | 31,0  | 31,0  | 27,0  | (32,0) | 23,0  | 31,0  | 27,0  | 170,0    | 24.      |